# Chamanthedon suisharyonis
Chamanthedon suisharyonis is een vlinder uit de familie wespvlinders (Sesiidae), onderfamilie Sesiinae.
Chamanthedon suisharyonis is voor het eerst wetenschappelijk beschreven door Strand in 1917. De soort komt voor in het Oriëntaals gebied.